# Ганс-Ґергард Кройцфельд
Ганс-Ґе́ргард Кро́йцфельд (існують варіанти написання українською «Крейцфельдт», «Крейцфельд», «Кройтцфельд», «Крейтцфельд») (нім. Hans-Gerhard Creutzfeldt — передається українською як «Кройцфельд»; 2 червня 1885, Гарбург (нині один з районів Гамбурга) — 30 грудня 1964, Мюнхен, ФРН) — німецький науковець, доктор медицини, професор, лікар-невролог, психіатр. Відомий тим, що у 1920 році описав клінічні випадки фатальної губчастої енцефалопатії. Паралельно таких хворих описав і Альфонс Якоб, тому хвороба має назву хвороба Кройцфельда — Якоба.

## Біографія
Народився в сім'ї лікаря.
Вивчав медицину в університетах Єни, Ростока та Кіля, де у 1909 році захистив докторську дисертацію. Після цього, як судновий лікар, здійснив кілька довготривалих морських поїздок.
З 1912 року розпочав займатись дослідженнями головного мозку. Працював у лікарні Святого Георга в Гамбурзі, у неврологічному інституті Франкфурта-на-Майні, в психоневрологчних клініках Бреслау, Кіля і Берліна, у Німецькому науково-дослідному інституті психіатрії в Мюнхені.
Як військово-морський лікар брав участь у Першій світовій війні.
Ще у 1913 році, працюючи в психіатричній клініці університету Бреслау під керівництвом А. Альцгеймера, вивчав раніше невідоме захворювання головного мозку й у 1920 році, одночасно Альфонсом Якобом, опублікував результати спостережень та описав клінічні ознаки хвороби, яка згодом отримала назву «хвороба Кройцфельда-Якоба».
Після проходження габілітації при Кільському університеті у 1920 році, отримав місце асистента головного лікаря психіатричної лікарні під керівництвом Е. Сімерлінга.
У 1924 році переїхав до Берліна, де обіймав посаду старшого асистента головного лікаря клініки Шаріте під керівництвом К. Бонхеффера та завідувача лабораторії головного мозку.
У 1925 році призначений екстраординарним професором, а з 1938 року — керівник кафедри неврології і психіатрії Кільського університету та одночасно керівник тамтешньої психіатричної лікарні.
Під час перебування при владі нацистів, Ганс-Ґергард Кройцфельд не був членом НСДАП, хоча саме нацистська партія висунула його до Націонал-соціалістичної німецької федерації лікарів. Як консультанта з питань спадковості його залучали до роботи з примусової стерилізації психічно неповноцінних осіб. Під час реалізації нацистської програми евтаназії та програми умертвління Т-4 до кільської клініки було направлено 605 осіб. 135 пацієнтів було переведено до концентраційних таборів, де більшість з них була знищена.
По закінченні Другої світової війни протягом шести місяців працював ректором Кільського університету. Через намагання відновити університет у нього виникли конфлікти з британською окупаційною владою. І хоча останні не спромоглися зібрати докази для притягнення Кройцфельда до кримінальної відповідальності, як нацистського злочинця, він був змушений залишити керівні посади.
У 1953 році вийшов на пенсію й переїхав до Мюнхена, де займався дослідженнями на замовлення Товариства Макса Планка.

## Родина
Ганс-Ґергард Кройцфельд був одружений з Кларою Сомбарт, дочкою соціолога й економіста Вернера Сомбарта. У подружжя народилось троє синів та дві дочки. Найвідомішими з його дітей є академік медицини Вернер Кройцфельд (1924—2006) та невролог Отто Кройцфельд (1927—1992).

## Пам'ять
Ім'ям Ганса-Ґергарда Кройцфельда названо:
- Інститут неврології та психіатрії (м. Кіль, Німеччина);
- Щорічна міжнародна премія за досягнення у галузі фармакології;
- Хвороба Кройцфельда — Якоба (фатальна губчаста енцефалопатія).